# Ниг (гавар)

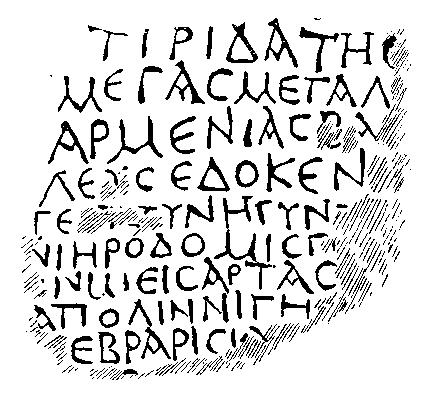
Надпись царя Великой Армении Трдата III (IV век), найденная в Ниг/Апаране гласит:"Тиридат Великий Великой Армении царь пожаловал … [из рода] Гнтуни сыну Родомира на кормление [?] город Ниг…февраля…".

Ниг, Нигатун, Нгатун  — историко-географический регион Армении, название которого восходит к названию области (гавара) в провинции Айрарат Великой Армении. Название происходит от армянского ниг — засов и тун — дом.
Охватывает область верхнего течения реки Касах, территорию между горой Арагац и хребтом Цахкуняц. На севере граничил с областью Ташир провинции Гугарк, на юге с Арагацотном, на востоке с Варажнуником (область вокруг реки Мармарик и окраинные высоты), на западе с Шираком. Центром являлось местечко Касах (Апаран). Климат холодный, рельеф горный, богат пастбищами, родниками, минеральными водами.
В древности был царским доменом. В IV веке перешел к роду Гнтуни. В период Армянского царства Багратидов Ниг принадлежал роду Пахлавуни. В Ниге, в местечеке Дзкнавачар, в 910 году произошла битва между царем Армении Смбатом I и Саджидским эмиром Юсуфом. В 1021 году вторгавшиеся в Ниг мусульманские войска грабители были разбиты в битве у реки Касах Васаком Пахлавуни.  С XIII века, когда Восточная Армения была освобождена армянo-грузинскими войсками, Ниг принадлежал Вачутянам и Прошянам, находившимся под сюзеренитетом Закарянов. 
С раннесредневековой эпохи был важным местом развития армянской архитектуры.

## Известные уроженцы
- Езр I Паражнакертци[фр.] — католикос Армении 630—641 гг.[9]
- Есаи I Египатрушеци[фр.]  — католикос Армении 775—778 гг.[10]